# Tomiko Okazaki

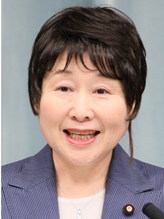
Tomiko Okazaki, 2010

Tomiko Okazaki (jap. 岡崎 トミ子, Okazaki Tomiko; * 16. Februar 1944 in Fukushima, Präfektur Fukushima; † 19. März 2017 in Sendai, Präfektur Miyagi) war eine japanische Politikerin der Demokratischen Partei. Sie war zwischen 1990 und 2013 mit einer Unterbrechung Abgeordnete in beiden Kammern des Parlaments, von 2010 bis 2011 Ministerin im Kabinett Kan.

## Karriere
Okazaki arbeitete nach dem Abschluss der Oberschule 1962 zunächst als Moderatorin bei Radio Fukushima, später für den Rundfunk- und Fernsehsender Tōhoku Hōsō (TBC). Bei der Shūgiin-Wahl 1990 wurde sie als Kandidatin der Sozialistischen Partei Japans (SPJ) im damaligen Fünfmandatswahlkreis Miyagi 1, der etwa die südliche Hälfte der Präfektur umfasste, erstmals ins Parlament gewählt und bei der Shūgiin-Wahl 1993 wiedergewählt. 1996 gehörte sie zusammen mit Kunio Hatoyama und Naoto Kan dem Gründungskomitee der DPJ an und wurde nach der Gründung stellvertretende Parteivorsitzende, verlor aber bei der Wahl im selben Jahr den neuen Einmandatswahlkreis Miyagi 1 an den ehemaligen Umwelt- und Verteidigungsminister Kazuo Aichi (NFP).
1997 kandidierte sie erfolgreich für den Sangiin-Sitz des LDP-Politikers Ichirō Ichikawa, der für den Gouverneursposten in Miyagi kandidierte. Sie wurde bei den regulären Sangiin-Wahlen 2001 und 2007 wiedergewählt, beide Male als Kandidatin mit den meisten Stimmen (bei zwei zu vergebenden Sitzen). Von 2004 bis 2005 wurde sie erneut stellvertretende Parteivorsitzende. 2007 wurde sie im Schattenkabinett der DPJ als „nächste Umweltministerin“ vorgestellt.
Von September 2010 bis Januar 2011 war Okazaki als Vorsitzende der Nationalen Kommission für Öffentliche Sicherheit und Staatsministerin für Verbraucherschutz und Nahrungsmittelsicherheit sowie für Fragen des Geburtenrückgangs und der Geschlechtergerechtigkeit Ministerin im Kabinett Kan.
Bei der Sangiin-Wahl 2013 erhielt Okazaki in Miyagi nur knapp 23 % der Stimmen und verfehlte mit rund 5000 Stimmen Rückstand auf den zweiten Platz eine Wiederwahl. Die beiden Sitze gingen an Amtsinhaber Jirō Aichi (LDP; der Sohn von Kazuo Aichi) mit 44,7 % und Neubewerber Masamune Wada von der Minna no Tō, der 23,3 % der Stimmen erhielt.

## Skandale
Auf einer Reise nach Südkorea sprach Okazaki 2003 auf einer Demonstration mit koreanischen Zwangsprostituierten des Zweiten Weltkriegs („Trostfrauen“). In Japan wurde sie anschließend dafür kritisiert, an einer anti-japanischen Demonstration teilgenommen zu haben, und wurde als Vorsitzende des DPJ-„Mobilisierungsausschusses“ (国民運動委員長, kokumin undō iinchō) suspendiert.
Beim Skandal um versäumte Einzahlungen ins staatliche Rentensystem 2004, der zahlreiche Abgeordnete beider großer Parteien betraf und auch zum Rücktritt des Parteivorsitzenden Kan und des Kabinettssekretärs Yasuo Fukuda (LDP) geführt hatte, wurde bekannt, dass Okazaki Beiträge für ein Jahr und elf Monate nicht bezahlt hatte.